# 山本紅浦
山本 紅浦（やまもと こうほ、1922年（大正11年）4月14日- 、本名：山本雅子）は、日系アメリカ人の女性画家（水墨画）。ニューヨーク・マンハッタンのソーホー地区にある紅浦墨絵学校の設立者で、ニューヨークでは唯一の水墨画の学校だった。

## 来歴
アメリカ合衆国カリフォルニア州サンノゼ（アルヴィソ）出身。生誕後まもなく日本に移り、1931年までは日本で過ごした。
1941年の日米開戦後、家族とともに日系人の強制収容対象となり、トパーズ収容所に収容される。この収容所で画家の小圃千浦と出会う。千浦が収容所内に設立した美術学校で初めて水墨画を見、衝撃を受けた。この学校で初めて描いた絵は2013年時点でも手元に残していた。この時期に千浦から「紅浦」の名を与えられる。
終戦後、絵の勉強のためニューヨークに移り、美術学校（アート・スチューデンツ・リーグ・オブ・ニューヨーク）に学ぶ。
卒業後は個展が評価を受けたものの、なかなか絵が売れない苦境に陥ったが、雪舟の水墨画を見たことをきっかけに水墨画を本格的に取り組んだ。1955年にニューヨーク・ギャラリー84に参加。ニューヨークでは、八島太郎（岩松淳）が主催するアートグループの八島スタジオに入り、多くの芸術家たちと交流する。
1974年、ソーホーで紅浦墨絵学校を開校する。学校経営で苦しんでいた時に、イサム・ノグチなら自分の抽象墨絵の作品を理解してくれると考え手紙を出す。ノグチは紅浦の作品を見た後、紅浦をアトリエに呼んだり、電話や手紙を送って励ました。
画家・国吉康雄がアート・スチューデンツ・リーグの教諭であったため、紅浦は入院中の国吉を見舞いに通った。作家・三島由紀夫のアメリカ版の7冊の本のカバーデザインを担当する[出版：G.P. Putnam's Sons/Perigee Books]。ドルー大学（1991年）・コロンビア大学（1992年）やニューヨーク大学で特別講師も務めた。ニューヨーク・タイムズ、ニューヨークポスト、アメリカの墨絵ソサエティなどにも取り上げられた。アメリカ合衆国向けに、1998年長野オリンピックプロモーションとして新聞に掲載された”寿”は、紅浦が担当した。
2007年、Dreams&HopesArtProject・ニューヨークにチベット人の子供たちと共に参加し、大阪府寝屋川市立明和小学校や大阪府寝屋川市立梅が丘小学校などで展示される。2009年、NHK番組迷宮美術館で師・小圃千浦についてインタビュー出演する。2010年には、5月27日付のニューヨーク・タイムズ紙で特集が組まれた。2013年8月28日放送の日本テレビ放送網の番組「1億人の大質問!?笑ってコラえて!」の「海外支局を作ろう in ニューヨーク」のコーナーで山本が紹介され、生放送でパフォーマンスを披露する場面もあった。
2021年、イサムノグチ庭園美術館ニューヨークで、「Koho Yamamoto: Under a Dark Moon」として、墨絵抽象作品の展覧会が開催された。